# Municipio de Northville (Míchigan)
El municipio de Northville' (en inglés: Northville Township) es un municipio ubicado en el condado de Wayne en el estado estadounidense de Míchigan. En el año 2010 tenía una población de 28 497 habitantes y una densidad poblacional de 664,02 personas por km².

## Geografía
El municipio de Northville se encuentra ubicado en las coordenadas 42°25′6″N 83°29′24″O / 42.41833, -83.49000. Según la Oficina del Censo de los Estados Unidos, el municipio tiene una superficie total de 42,92 km², de la cual 41,94 km² corresponden a tierra firme y (2,28 %) 0,98 km² es agua.

## Demografía
Según el censo de 2010, había 28 497 personas residiendo en el municipio de Northville. La densidad de población era de 664,02 hab./km². De los 28497 habitantes, el municipio de Northville estaba compuesto por el 82,75 % blancos, el 3,63 % eran afroamericanos, el 0,12 % eran amerindios, el 11,27 % eran asiáticos, el 0,04 % eran isleños del Pacífico, el 0,36 % eran de otras razas y el 1,83 % pertenecían a dos o más razas. Del total de la población el 2,35 % eran hispanos o latinos de cualquier raza.